# Gran Premio di Singapore 2011
Il Gran Premio di Singapore 2011, quattordicesima prova della stagione 2011 del Campionato Mondiale di Formula 1, si è tenuto domenica 25 settembre 2011 sul Circuito di Marina Bay a Singapore. La gara è stata vinta dal tedesco Sebastian Vettel su Red Bull Racing-Renault, al suo diciannovesimo successo nel mondiale. Vettel ha preceduto sul traguardo il britannico Jenson Button su McLaren-Mercedes ed il suo compagno di squadra, l'australiano Mark Webber.

## Vigilia

### Sviluppi futuri
Sam Michael, attuale direttore tecnico della Williams, dopo aver annunciato l'abbandono della scuderia di Groove dopo il Gran Premio di Corea, viene ingaggiato dalla McLaren quale nuovo direttore sportivo dal 2012. La FOTA rigetta l'idea della Pirelli, fornitore unico degli pneumatici, di introdurre, nella prossima stagione, delle gomme specifiche solo per le qualifiche.
La Lotus prolunga l'accordo con Renault, per la fornitura dei propulsori, e RBR per quella di KERS, fino al 2013. La FOTA dà il proprio beneplacito al cambiamento di nome che la stessa Lotus vorrebbe effettuare dal 2012.

### Analisi per il campionato piloti
Sebastian Vettel può laurearsi campione del mondo piloti di Formula 1 per la seconda volta se:
- Vince, Alonso deve giungere al traguardo in una posizione uguale o peggiore alla quarta, con Button e Webber al massimo al terzo posto. La posizione di Hamilton sarebbe indifferente;
- Arriva secondo, Alonso deve chiudere ottavo, nono o decimo, con Button e Webber in una posizione uguale o peggiore della quinta. Hamilton questa volta però non deve vincere;
- Arriva terzo, Alonso deve giungere al traguardo in nona o decima posizione, con Button e Webber tra la settima e la decima e con Hamilton che non deve vincere o arrivare secondo.

### Aspetti tecnici
La Pirelli, fornitore unico degli pneumatici, annuncia per questo gran premio coperture di tipo super-morbide e morbide.
Nella settimana successiva a quella del gran premio di Monza molte scuderie effettuano dei test aerodinamici. La Renault impiega Romain Grosjean sul Circuito Ricardo Tormo di Valencia, la Virgin-Cosworth fa esordire su una monoposto di F1 il canadese Robert Wickens all'Autodromo Riccardo Paletti di Varano de' Melegari, la Williams-Cosworth utilizza l'aeroporto di Kemble e il pilota finlandese Valtteri Bottas, fresco vincitore della GP3, mentre l'inglese Max Chilton testa, sempre a Kemble, una Force India-Mercedes.
La pioggia prevista per il giorno della gara e degli incendi nelle vicine foreste dell'Indonesia, che hanno generato una leggera nebbia, fanno sorgere delle preoccupazioni in merito alla scarsa visibilità per i piloti, in una gara in notturna. Gli organizzatori affermano però che il pericolo non è reale. Il pilota della McLaren-Mercedes, Jenson Button, dichiara come il gran premio di Singapore sia uno dei più duri della stagione e ne consiglia l'accorciamento.
La FIA stabilisce che la zona per l'attivazione del Drag Reduction System (DRS) in gara sia posta tra la curva 5 e il termine del primo settore. Il punto di rilevamento del distacco tra i piloti è posto poco dopo la curva 4.

### Aspetti sportivi
Vitantonio Liuzzi è penalizzato di cinque posizioni sulla griglia di partenza per aver causato, nel gran premio precedente, l'incidente che ha messo fuori gioco alla prima curva diversi piloti. Nella prima sessione di prove del venerdì Narain Karthikeyan ha sostituito Vitantonio Liuzzi all'HRT-Cosworth.
La FIA nomina come commissario aggiunto l'ex pilota tedesco Heinz-Harald Frentzen; aveva già svolto tale funzione nell'edizioni 2010 e 2011 del Gran Premio d'Europa.
La Red Bull viene accusata di aver sforato le spese massime e il numero massimo di dipendenti da impiegare stabiliti dal Resource Restriction Agreement (RRA). La verifica, effettuata dalla società olandese Capgemini evidenzierebbe delle discrepanze nell'inserimento delle voci di bilancio. Tali conclusioni vengono però rigettate dal team principal Chris Horner.

## Prove

### Resoconto
Le prime prove del venerdì iniziano con mezz'ora di ritardo per dei problemi tecnici al circuito. Vengono rimossi i cordoli alle curve 3 e 14 e, ai piloti, viene data la possibilità di tagliare la riga bianca in uscita dalle curve. Le prove sono state poi nuovamente interrotte a metà della sessione per un principio d'incendio sulla Lotus-Renault di Heikki Kovalainen, e poi verso la fine per un altro problema ai cordoli. La durata della sessione è stata ridotta ad un'ora. Il miglior tempo è stato fatto segnare da Lewis Hamilton davanti alle due Red Bull.
Nella seconda sessione le RBR-Renault si portano subito in testa coi migliori tempi. Solo quando le Ferrari hanno montato le gomme morbide sono riuscite a scavalcare le vetture anglo-austriache, con Felipe Massa autore di un tempo inferiore a quello di Fernando Alonso. Successivamente Sebastian Vettel ha preso nuovamente il comando della classifica. A metà della sessione Jenson Button è andato lungo alla curva 14 e ha dovuto interrompere le sue prove.
Le scuderie migliori si sono poi concentrate su dei long run, tanto che nessuno è riuscito a battete il tempo del tedesco. Lewis Hamilton è comunque stato capace di inserirsi al terzo posto. Kamui Kobayashi ha commesso un errore alla curva 10 e la sua vettura è volata sopra il cordolo. Incidenti anche per Sébastien Buemi, che ha danneggiato una sospensione per il contatto contro un muretto, e per Michael Schumacher, che però non ha danneggiato la monoposto.
La Scuderia Toro Rosso infrange l'obbligo del riposo notturno a causa dell'arrivo troppo in anticipo sul circuito del suo direttore tecnico Franz Tost. Le scuderie possono, per quattro volte a stagione, derogare a questa limitazione. Già tre team (Red Bull Racing, Renault e HRT) avevano utilizzato questa possibilità nel corso dell'anno. A Singapore, visto l'orario serale delle gare, il coprifuoco dura dalle 9 del mattino alle 15. Anche Mercedes GP, Virgin e RBR si vedono cancellare una delle quattro deroghe per la presenza di personale addetto al marketing nei paddock durante l'orario vietato. La FIA annulla poi la sua decisione in merito alla RBR, in quanto la scuderia dimostra che la persona in oggetto era un addetto di uno sponsor.
Nella sessione del sabato il primo dei piloti dei top team a porsi in testa alla classifica è Jenson Button, che resta al primo posto fino a metà sessione, quando il suo tempo è battuto da Sebastian Vettel. Dopo il tedesco si pongono prima Fernando Alonso, poi Michael Schumacher.
Il primo a montare le coperture più morbide è Nico Rosberg. Il suo tempo è stato battuto da Alonso, poi da Button e infine da Mark Webber.

### Risultati
Nella prima sessione del venerdì si è avuta questa situazione:
| Pos | Nº | Pilota           | Costruttore      | Tempo    | Gap    | Giri |
| --- | -- | ---------------- | ---------------- | -------- | ------ | ---- |
| 1   | 3  | Lewis Hamilton   | McLaren-Mercedes | 1'48"599 |        | 10   |
| 2   | 1  | Sebastian Vettel | RBR-Renault      | 1'49"005 | +0"406 | 15   |
| 3   | 2  | Mark Webber      | RBR-Renault      | 1'50"066 | +1"467 | 16   |

Nella seconda sessione del venerdì si è avuta questa situazione:
| Pos | Nº | Pilota           | Costruttore      | Tempo    | Gap    | Giri |
| --- | -- | ---------------- | ---------------- | -------- | ------ | ---- |
| 1   | 1  | Sebastian Vettel | RBR-Renault      | 1'46"374 |        | 33   |
| 2   | 5  | Fernando Alonso  | Ferrari          | 1'46"575 | +0"201 | 28   |
| 3   | 3  | Lewis Hamilton   | McLaren-Mercedes | 1'47"115 | +0"741 | 22   |

Nella sessione del sabato si è avuta questa situazione:
| Pos | Nº | Pilota           | Costruttore      | Tempo    | Gap    | Giri |
| --- | -- | ---------------- | ---------------- | -------- | ------ | ---- |
| 1   | 2  | Mark Webber      | RBR-Renault      | 1'46"081 |        | 15   |
| 2   | 4  | Jenson Button    | McLaren-Mercedes | 1'46"108 | +0"027 | 17   |
| 3   | 1  | Sebastian Vettel | RBR-Renault      | 1'46"345 | +0"264 | 14   |

## Qualifiche

### Resoconto
Nella prima fase vengono eliminate le sei vetture dei team entrati in F1 nel 2010 (che riescono comunque a rientrare nel limite del 107% del tempo del primo), mentre la lotta per evitare l'ultima eliminazione si conclude solo negli ultimi istanti della sessione, con le due Renault che si superano all'ultimo tentativo. Resta eliminato Vitalij Petrov. Il miglior tempo è fatto segnare da Sebastian Vettel.
La Q2 è caratterizzata da una sospensione con bandiera rossa a poco di più di nove minuti dal termine della stessa. Kamui Kobayashi della Sauber-Ferrari entra troppo rapido alla chicane della curva 14: la vettura decolla sul cordolo e sbatte contro le protezioni. Alla ripresa della sessione c'è una grande battaglia per entrare nella Q3. La spuntano le due Force India-Mercedes, che entrano entrambe nella fase decisiva per la prima volta dal Gran Premio del Canada 2010; vengono eliminate le due Sauber, le due Toro Rosso, le due Williams e Bruno Senna.
Nella fase decisiva escono subito le due McLaren e le due Ferrari. Lewis Hamilton cerca di sorpassare Felipe Massa, che poi lascia strada al britannico. Alonso segna il primo tempo, superato però dai due della McLaren e, poco dopo, da Sebastian Vettel. Hamilton non riesce a effettuare un secondo tentativo per un problema nel caricamento del carburante. Nessuno batte il tempo di Vettel, Webber s'insedia al secondo posto, seguito da Button. Per Vettel è la pole numero 26, la 34ª per la RBR, quattordicesima su quattordici gare della stagione.

### Risultati
Nella sessione di qualifica si è avuta questa situazione:
| Pos                         | Nº | Pilota             | Costruttore          | Q1       | Q2          | Q3          | Griglia |
| --------------------------- | -- | ------------------ | -------------------- | -------- | ----------- | ----------- | ------- |
| 1                           | 1  | Sebastian Vettel   | RBR-Renault          | 1'46"397 | 1'44"931    | 1'44"381    | 1       |
| 2                           | 2  | Mark Webber        | RBR-Renault          | 1'47"332 | 1'45"651    | 1'44"732    | 2       |
| 3                           | 4  | Jenson Button      | McLaren-Mercedes     | 1'46"956 | 1'45"472    | 1'44"804    | 3       |
| 4                           | 3  | Lewis Hamilton     | McLaren-Mercedes     | 1'47"014 | 1'46"829    | 1'44"809    | 4       |
| 5                           | 5  | Fernando Alonso    | Ferrari              | 1'47"054 | 1'45"779    | 1'44"874    | 5       |
| 6                           | 6  | Felipe Massa       | Ferrari              | 1'47"945 | 1'45"955    | 1'45"800    | 6       |
| 7                           | 8  | Nico Rosberg       | Mercedes GP          | 1'47"688 | 1'46"405    | 1'46"013    | 7       |
| 8                           | 7  | Michael Schumacher | Mercedes GP          | 1'48"819 | 1'46"043    | senza tempo | 8       |
| 9                           | 14 | Adrian Sutil       | Force India-Mercedes | 1'47"952 | 1'47"093    | senza tempo | 9       |
| 10                          | 15 | Paul di Resta      | Force India-Mercedes | 1'48"022 | 1'47"486    | senza tempo | 10      |
| 11                          | 17 | Sergio Pérez       | Sauber-Ferrari       | 1'47"717 | 1'47"616    | N.D.        | 11      |
| 12                          | 11 | Rubens Barrichello | Williams-Cosworth    | 1'48"061 | 1'48"082    | N.D.        | 12      |
| 13                          | 12 | Pastor Maldonado   | Williams-Cosworth    | 1'49"710 | 1'48"270    | N.D.        | 13      |
| 14                          | 18 | Sébastien Buemi    | STR-Ferrari          | 1'48"753 | 1'48"634    | N.D.        | 14      |
| 15                          | 9  | Bruno Senna        | Renault              | 1'48"861 | 1'48"662    | N.D.        | 15      |
| 16                          | 19 | Jaime Alguersuari  | STR-Ferrari          | 1'49"588 | 1'49"862    | N.D.        | 16      |
| 17                          | 16 | Kamui Kobayashi    | Sauber-Ferrari       | 1'48"054 | senza tempo | N.D.        | 17      |
| 18                          | 10 | Vitalij Petrov     | Renault              | 1'49"835 | N.D.        | N.D.        | 18      |
| 19                          | 20 | Heikki Kovalainen  | Lotus-Renault        | 1'50"948 | N.D.        | N.D.        | 19      |
| 20                          | 21 | Jarno Trulli       | Lotus-Renault        | 1'51"012 | N.D.        | N.D.        | 20      |
| 21                          | 24 | Timo Glock         | Virgin-Cosworth      | 1'52"154 | N.D.        | N.D.        | 21      |
| 22                          | 25 | Jérôme d'Ambrosio  | Virgin-Cosworth      | 1'52"363 | N.D.        | N.D.        | 22      |
| 23                          | 22 | Daniel Ricciardo   | HRT-Cosworth         | 1'52"404 | N.D.        | N.D.        | 23      |
| 24                          | 23 | Vitantonio Liuzzi  | HRT-Cosworth         | 1'52"810 | N.D.        | N.D.        | 24      |
| Tempo limite 107%: 1'53"844 |    |                    |                      |          |             |             |         |

Con i tempi in grassetto sono visualizzate le migliori prestazioni in Q1, Q2 e Q3.

## Gara

### Resoconto
Sebastian Vettel prende subito il comando della gara, mentre il suo compagno di scuderia, Mark Webber, è passato da Jenson Button e Fernando Alonso. Anche Lewis Hamilton è autore di una cattiva partenza, tanto da ritrovarsi in settima posizione. Vettel conduce i primi giri con grande autorevolezza riuscendo ad acquisire un buon vantaggio su Button.
Nei primi giri Lewis Hamilton passa prima Michael Schumacher poi Nico Rosberg, conquistando il quinto posto. Mark Webber passa Fernando Alonso al nono giro. Il ferrarista va ai box con gomme in crisi. Al dodicesimo giro, dopo il pit stop, Hamilton attacca Massa, ma i due si toccano e sono costretti ad una nuova sosta ai box: Hamilton perché ha il musetto danneggiato, mentre Massa per via di una foratura. A fine gara, Massa polemizzerà di quanto accaduto con Hamilton, il quale viene anche penalizzato con un drive through per aver causato il contatto. Dopo i cambi gomma Alonso scavalca nuovamente Webber.

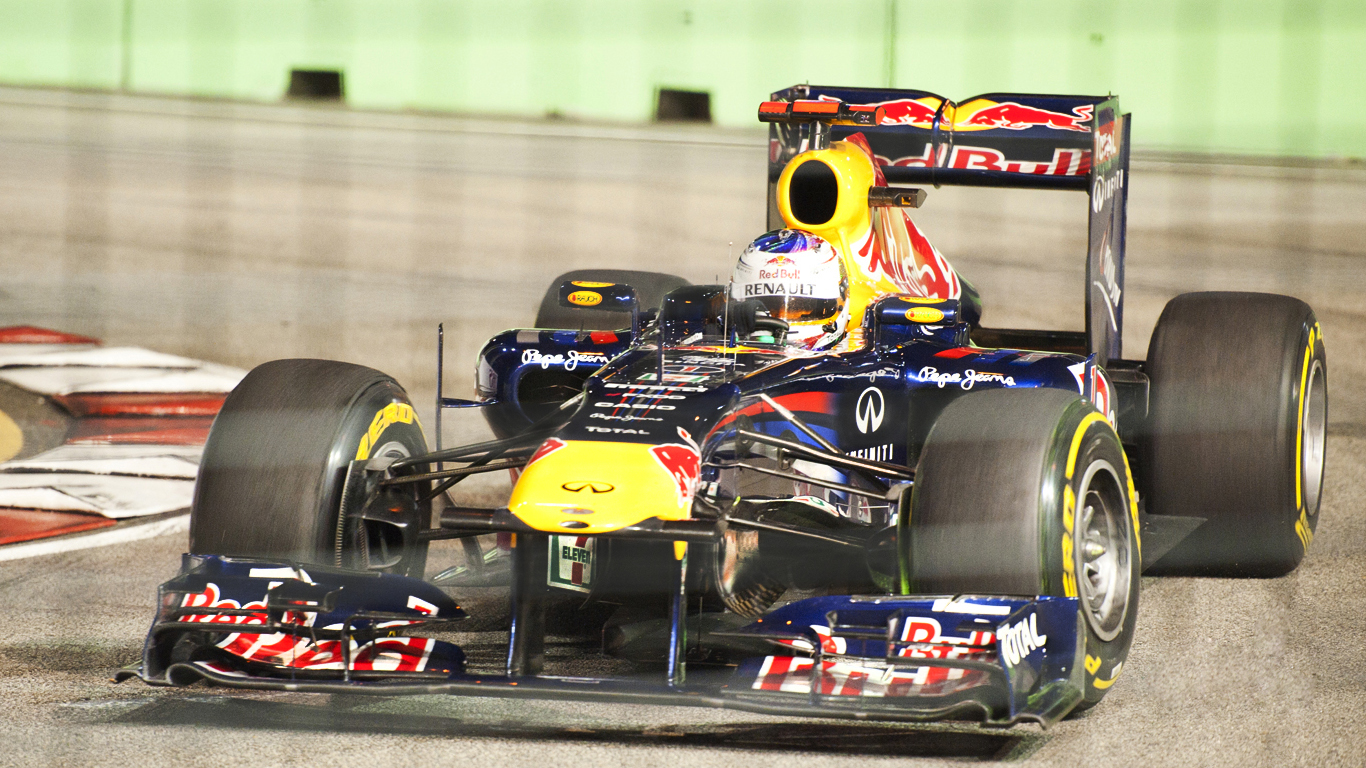
Sebastian Vettel trionfa ancora in questa stagione a Singapore.

Al 14º giro cambio gomme anche per Vettel e Button. Ora dietro ai due c'è Paul di Resta della Force India-Mercedes che non ha ancora cambiato le coperture. Dietro ancora Alonso, Webber, i due della Mercedes GP, poi Sutil e Pérez. Al giro 18 Alonso passa di Resta che, al giro seguente, cambia gli pneumatici.
Nelle retrovie continuano le rimonte di Massa e Hamilton. Al giro 24 l'inglese passa il brasiliano e s'insedia al dodicesimo posto. Il giro dopo è il turno di Webber nel sorpassare Alonso ed entrare così sul podio virtuale.
Al ventinovesimo giro, dopo che Rosberg ha passato Pérez, anche il suo compagno di scuderia Schumacher cerca la stessa manovra; la sua Mercedes però va lunga, colpisce la vettura del messicano, si alza da terra per poi sbattare contro le barriere. È necessaria l'entrata della Safety Car. Mark Webber va al cambio gomme, perdendo così la terza piazza a favore di Alonso. Vettel vede annullarsi il suo vantaggio su Button. Alla ripartenza però la sua posizione è "coperta" dalla presenza di alcuni doppiati tra lui e la vettura del britannico. Webber riconquista la terza posizione su Fernando Alonso.
Il compattamento del gruppo favorisce Lewis Hamilton che in pochi giri passa dal nono al quinto posto, con sorpassi su Adrian Sutil, Nico Rosberg e Paul di Resta. Hamilton è favorito anche dalle gomme super-soft, che monta a differenza degli altri piloti che hanno gomme soft.
Gli ultimi pit stop non modificano la situazione di classifica per i primi quattro, anche se Sebastian Vettel rischia una collisione, nella corsia dei box, con Jarno Trulli. Chi invece è penalizzato dal cambio gomme è Hamilton che si ritrova nuovamente decimo ma, con una nuova serie di sorpassi, si riporta in quinta posizione. Dal 50º al 53º giro passa Sergio Pérez, Adrian Sutil, Nico Rosberg e Paul di Resta.
Negli ultimi giri Button, con un ottimo ritmo, riesce ad avvicinarsi a Vettel, anche se mai si renderà pericoloso. Anche un incidente di Jaime Alguersuari al penultimo giro non cambia la situazione, visto che la direzione di gara non rimette in pista la Safety Car. Vince Sebastian Vettel, alla diciannovesima vittoria nel mondiale. Ora con 124 punti di vantaggio in classifica su Button al tedesco basta un punto per laurearsi campione per la seconda volta.

### Risultati
I risultati del gran premio sono i seguenti:
| Pos | Nº | Pilota             | Costruttore          | Giri | Tempo/Ritiro           | Griglia | Punti |
| --- | -- | ------------------ | -------------------- | ---- | ---------------------- | ------- | ----- |
| 1   | 1  | Sebastian Vettel   | RBR-Renault          | 61   | 1h59'06"757            | 1       | 25    |
| 2   | 4  | Jenson Button      | McLaren-Mercedes     | 61   | +1"737                 | 3       | 18    |
| 3   | 2  | Mark Webber        | RBR-Renault          | 61   | +29"279                | 2       | 15    |
| 4   | 5  | Fernando Alonso    | Ferrari              | 61   | +55"449                | 5       | 12    |
| 5   | 3  | Lewis Hamilton     | McLaren-Mercedes     | 61   | +1'07"766              | 4       | 10    |
| 6   | 15 | Paul di Resta      | Force India-Mercedes | 61   | +1'51"067              | 10      | 8     |
| 7   | 8  | Nico Rosberg       | Mercedes GP          | 60   | +1 giro                | 7       | 6     |
| 8   | 14 | Adrian Sutil       | Force India-Mercedes | 60   | +1 giro                | 9       | 4     |
| 9   | 6  | Felipe Massa       | Ferrari              | 60   | +1 giro                | 6       | 2     |
| 10  | 17 | Sergio Pérez       | Sauber-Ferrari       | 60   | +1 giro                | 11      | 1     |
| 11  | 12 | Pastor Maldonado   | Williams-Cosworth    | 60   | +1 giro                | 13      |       |
| 12  | 18 | Sébastien Buemi    | STR-Ferrari          | 60   | +1 giro                | 14      |       |
| 13  | 11 | Rubens Barrichello | Williams-Cosworth    | 60   | +1 giro                | 12      |       |
| 14  | 16 | Kamui Kobayashi    | Sauber-Ferrari       | 59   | +2 giri                | 17      |       |
| 15  | 9  | Bruno Senna        | Renault              | 59   | +2 giri                | 15      |       |
| 16  | 20 | Heikki Kovalainen  | Lotus-Renault        | 59   | +2 giri                | 19      |       |
| 17  | 10 | Vitalij Petrov     | Renault              | 59   | +2 giri                | 18      |       |
| 18  | 25 | Jérôme d'Ambrosio  | Virgin-Cosworth      | 59   | +2 giri                | 22      |       |
| 19  | 22 | Daniel Ricciardo   | HRT-Cosworth         | 57   | +4 giri                | 23      |       |
| 20  | 23 | Vitantonio Liuzzi  | HRT-Cosworth         | 57   | +4 giri                | 24      |       |
| 21  | 19 | Jaime Alguersuari  | STR-Ferrari          | 56   | Incidente              | 16      |       |
| Rit | 21 | Jarno Trulli       | Lotus-Renault        | 47   | Cambio                 | 20      |       |
| Rit | 7  | Michael Schumacher | Mercedes GP          | 28   | Collisione con S.Perez | 8       |       |
| Rit | 24 | Timo Glock         | Virgin-Cosworth      | 9    | Incidente              | 21      |       |

## Classifiche Mondiali

### Piloti
| Pos | Pilota             | Punti |
| --- | ------------------ | ----- |
| 1   | Sebastian Vettel   | 309   |
| 2   | Jenson Button      | 185   |
| 3   | Fernando Alonso    | 184   |
| 4   | Mark Webber        | 182   |
| 5   | Lewis Hamilton     | 168   |
| 6   | Felipe Massa       | 84    |
| 7   | Nico Rosberg       | 62    |
| 8   | Michael Schumacher | 52    |
| 9   | Vitalij Petrov     | 34    |
| 10  | Nick Heidfeld      | 34    |
| 11  | Adrian Sutil       | 28    |
| 12  | Kamui Kobayashi    | 27    |
| 13  | Paul di Resta      | 20    |
| 14  | Jaime Alguersuari  | 16    |
| 15  | Sébastien Buemi    | 13    |
| 16  | Sergio Pérez       | 9     |
| 17  | Rubens Barrichello | 4     |
| 18  | Bruno Senna        | 2     |
| 19  | Pastor Maldonado   | 1     |

### Costruttori
| Pos | Team                 | Punti |
| --- | -------------------- | ----- |
| 1   | RBR-Renault          | 491   |
| 2   | McLaren-Mercedes     | 353   |
| 3   | Ferrari              | 268   |
| 4   | Mercedes GP          | 114   |
| 5   | Renault              | 70    |
| 6   | Force India-Mercedes | 48    |
| 7   | Sauber-Ferrari       | 36    |
| 8   | STR-Ferrari          | 29    |
| 9   | Williams-Cosworth    | 5     |

## Decisioni della FIA
Al termine della gara, Michael Schumacher subisce un richiamo dalla FIA per l'incidente con Sergio Pérez del ventottesimo giro.

## Polemiche dopo la gara
L'incidente avvenuto nel corso del dodicesimo giro tra Felipe Massa e Lewis Hamilton, ha dato adito a molte polemiche: nel dopo gara, Massa si è congratulato sarcasticamente con Hamilton, reo di avergli provocato una foratura. Al ring delle interviste ha dichiarato:
La diatriba è poi proseguita ad oltranza quando la FIA, nel pubblicare sul proprio sito internet gli highlights della gara, ha incluso una conversazione radio che durante il Gran Premio non era stata trasmessa: quella tra Felipe ed il suo ingegnere di pista Rob Smedley, in cui quest'ultimo chiedeva al paulista, considerato che avrebbe potuto infastidire anche Fernando Alonso, di tenere dietro il britannico il più possibile distruggendo la sua gara, lasciando intendere la richiesta come ad un'azione antisportiva. Viste le accuse lanciate proprio da Massa a fine gara, l'episodio ha assunto i contorni polemici con questo ulteriore tassello che getterebbe nuova luce sugli accadimenti di Singapore. Alcuni media, soprattutto stranieri, potrebbero utilizzare queste parole a parziale discolpa di Hamilton, ma è doveroso dire che, drive through a parte, si tratta comunque di un incidente di gara per una frenata troppo allungata del pilota della McLaren.